# María Forero
María Forero (Huelva, 24 marzo 2003) è una mezzofondista spagnola, medaglia d'argento ai campionati europei U23 di atletica leggera nel 2023.

## Carriera

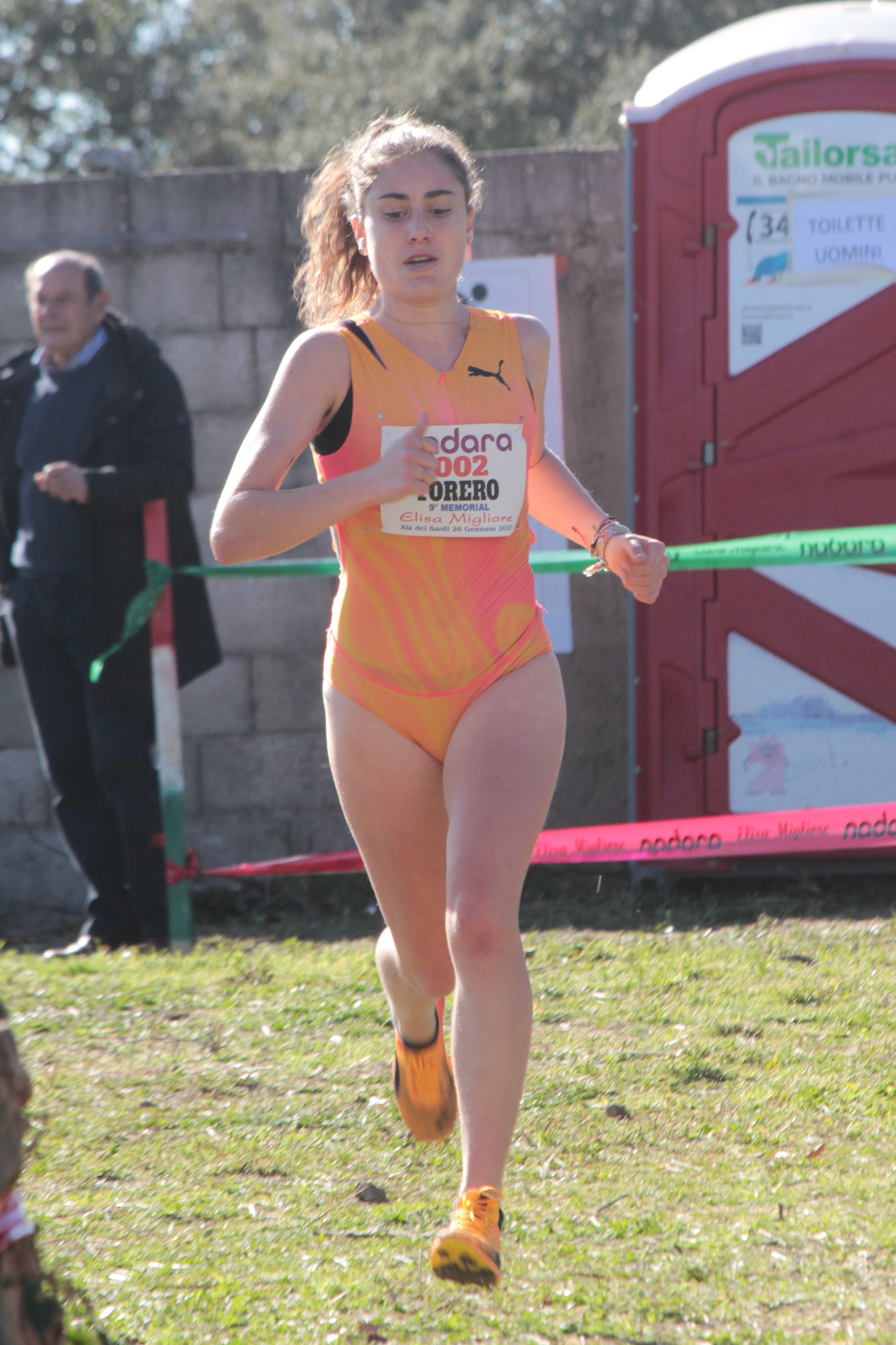
Marìa Forero al cross di Alà dei sardi

Originaria di Huelva, in Andalusia, ha rappresentato la Spagna ai Campionati Europei di corsa campestre under 20 del 2019 all'età di 17 anni. Nello stesso anno è stata medaglia di bronzo nei 3000 metri alle Olimpiadi giovanili europee del 2019 a Baku.
Nel 2020 è stata campionessa spagnola under 18 sui 5000 metri, correndo in 17:20.41 a Tarragona, facendo registrare il record della manifestazione 
Nel 2021, è stata medaglia d'argento nella gara a squadre under 20 ai Campionati Europei di corsa campestre 2021 a Dublino. Nell'agosto 2022 è quinta nei 5000 metri ai Campionati mondiali di atletica under 20 a Cali, in Colombia.
Nel novembre 2022 è diventata campionessa spagnola under 20 di corsa campestre. Forero ha vinto due medaglie d'oro ai Campionati Europei di corsa campestre del 2022 a Torino, vincendo sia il titolo individuale che la quello a squadre con la Spagna nella categoria under 20.
Ha vinto la medaglia d'argento nei 5000 metri ai Campionati europei di atletica leggera under 23 del 2023 a Espoo, in Finlandia.  
Nel gennaio 2024 vince il cross internazionale di Alà dei Sardi e a giugno viene selezionata per i Campionati Europei di Atletica Leggera del 2024 svoltisi a Roma. Nello stesso periodo stabilsce un nuovo record spagnolo under 23 nei 5000 metri, correndo in 15:23.79 in Norvegia.
A dicembre 2024 vince la medaglia d'argento nella gara under 23 ai campionati europei di corsa campestre ad Adalia, in Turchia.
Nel 2025 partecipa nuovamente al Cross Internazionale di Alà dei Sardi, finendo seconda dietro Nadia Battocletti.